# Reirado
Reirado (llamada oficialmente Santa María do Reirado) es una parroquia y un barrio español del municipio de Alfoz, en la provincia de Lugo, Galicia.

## Otras denominaciones
La parroquia también es conocida por el nombre de Santa María de Reirado.

## Organización territorial
La parroquia está formada por cuatro entidades de población:
- Penido (O Penido)
- Reirado (O Reirado)
- San Cayetano (San Caetano)
- Teixoeiras (As Teixoeiras)

## Demografía

### Parroquia
| Gráfica de evolución demográfica de Reirado (parroquia) entre 2000 y 2019 |
|                                                                           |
| Datos según el nomenclátor publicado por el INE.                          |

### Barrio
| Gráfica de evolución demográfica de O Reirado (barrio) entre 2000 y 2019 |
|                                                                          |
| Datos según el nomenclátor publicado por el INE.                         |